# Corquín
Corquín – gmina (municipio) w zachodnim Hondurasie, w departamencie Copán. W 2010 roku zamieszkana była przez ok. 15,8 tys. mieszkańców. Siedzibą administracyjną jest miejscowość Corquín.

## Położenie
Gmina położona jest w zachodniej części departamentu. Graniczy z 6 gminami:
- La Unión i San Pedro de Copán od północy,
- Gracias od wschodu,
- Belén Gualcho i Sensenti od południa,
- Lucerna od zachodu.

## Miejscowości
Według Narodowego Instytutu Statystycznego Hondurasu na terenie gminy położone były następujące miasteczka i wsie:
- Corquín
- Agua Caliente
- Boca del Monte
- Capucas
- El Carrizal
- Gualme
- Jimilile
- Las Casitas
- Potrerillos

## Demografia
Według danych honduraskiego Narodowego Instytutu Statystycznego na rok 2010 struktura wiekowa i płciowa ludności w gminie przedstawiała się następująco:
| Wiek      | 0–3   | 4–6   | 7–12  | 13–17 | 18–24 | 25–64 | 65+ | razem  |
| Corquín   | 2 122 | 1 577 | 2 406 | 1 641 | 2 086 | 5 251 | 712 | 15 795 |
| Mężczyźni | 1 045 | 814   | 1 187 | 879   | 1 020 | 2 566 | 309 | 7 819  |
| Kobiety   | 1 077 | 764   | 1 219 | 762   | 1 067 | 2 685 | 404 | 7 976  |